# Gulaganjihalli, Gauribidanur
Gulaganjihalli là một làng thuộc tehsil Gauribidanur, huyện Kolar, bang Karnataka, Ấn Độ.